# セイイェド・アリー・モハンマド

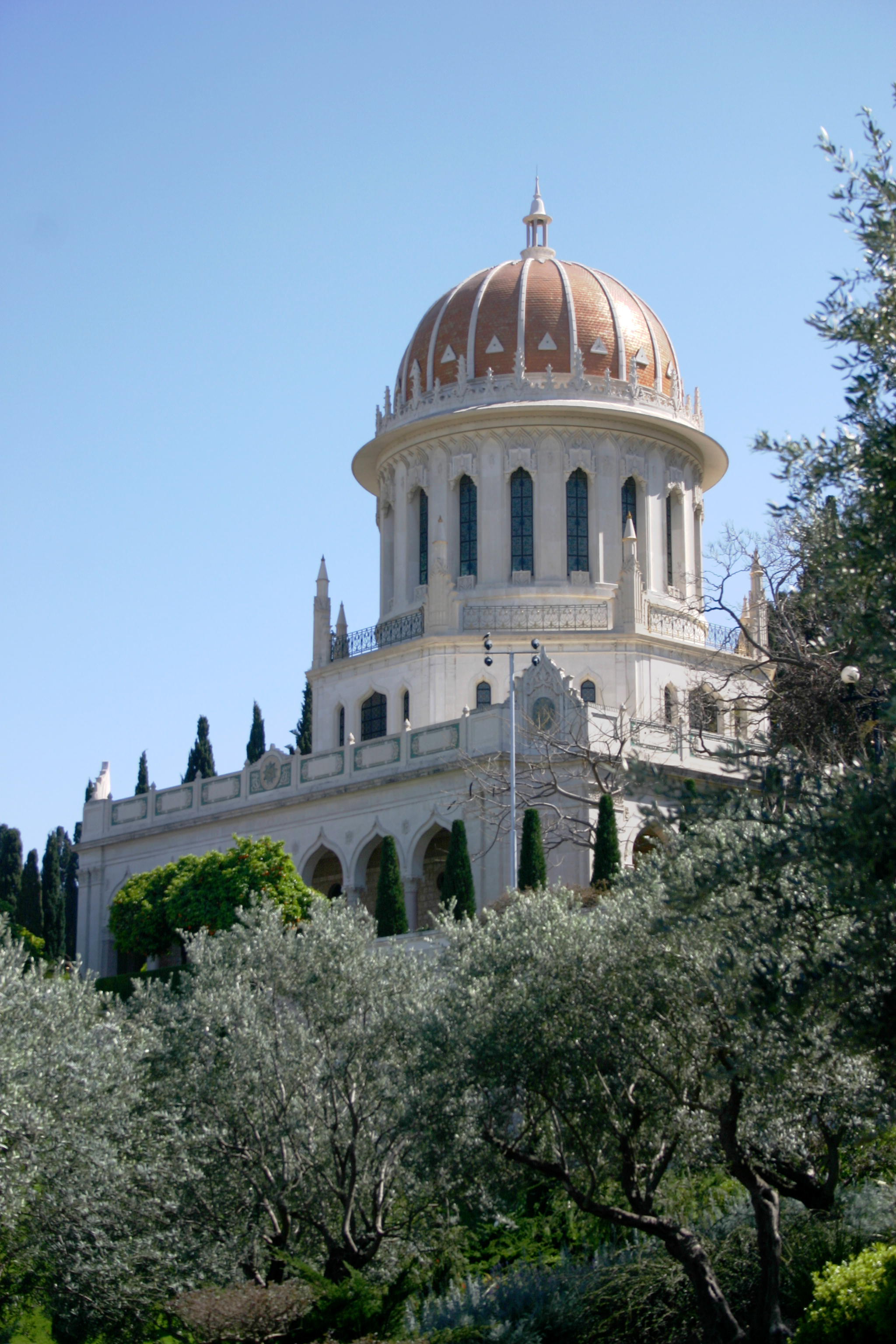
ハイファにあるバーブの聖廟

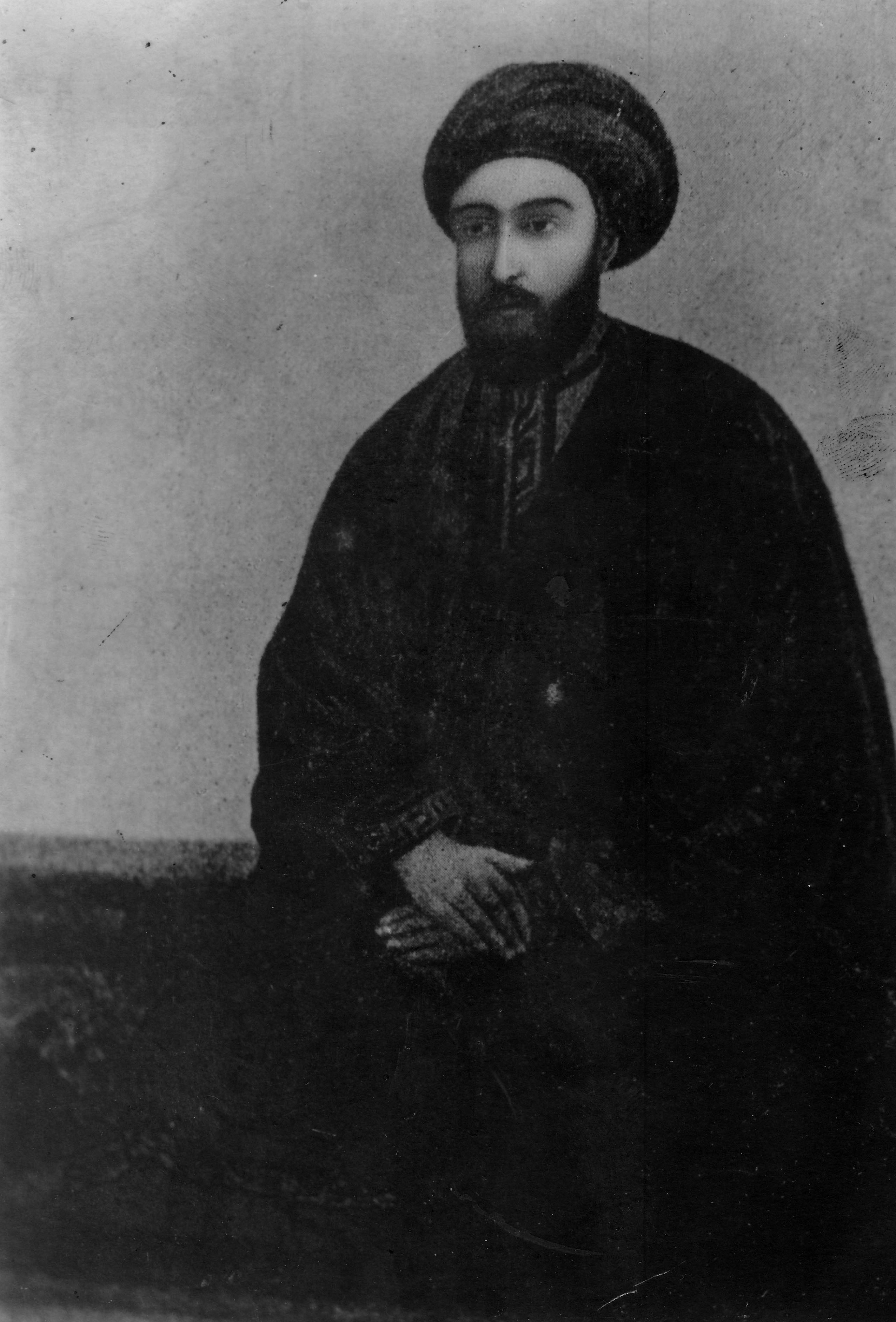
セイイェド・アリー・モハンマドの肖像

セイイェド・アリー・モハンマド（ペルシア語:سید علی محمد，アラビア語:سيد علي محمد，トルコ語:Seyyid Ali Muhammed、本名ミールザー・アリー・モハンマド、別名バーブ、1819年10月20日 - 1850年7月9日）は、イスラム教シーア派十二イマーム派の一派、シャイヒー派の宗教改革者、後に預言者であることを宣言し、「バーブ」（アラビア語で「門」の意）と名乗り「バーブ教」を開祖した。
　
セイイェド・アリー・モハンマドは1844年5月23日に自分は十二イマーム派の約束されたマフディーの再来であると宣言し、イスラームの自由主義的改革を訴え支持を集め始めた。これに対して十二イマーム派の聖職者たちの多くが反発し、バーブを異端者、更には背教者と断罪した。
バーブ教徒は十二イマーム派聖職者とその扇動する群衆によって攻撃を受け、時には数千人規模の犠牲者を生む戦闘も起きた。1846年以降は断続的に拘留され、1850年7月9日に銃殺された。その後数ヶ月内に他の多くの直弟子が同じ運命をたどった。
生き延びたバーブの高弟の一人ミールザー・ホセイン・アリーは、1863年にバーブが登場を予言していた新預言者「バハオラ」であると宣言して「バハイ信教」を創始した。そのためバハイ信教でもバーブは崇敬されている。

## 生涯

### 生い立ち
1819年10月20日、シーラーズの中流商人ムハンマド・リダーの息子として生まれた。母親はシーラーズの有名な商人の娘でファーティメー（1800-1881）。両親は、預言者ムハンマドの娘ファーティマとアリーの子孫（セイイェド、サイード）であると主張した。ファーティメーは後にバハイ教徒となる。父ムハンマド・リダーは若い内に死に、同じく商人であった母方叔父のハージー・ミールザー・セイイェド・アリーに養育された。マクタブ（初等学校）で6～7年学んだ後、15歳から20歳まで叔父の家業を継ぎペルシャ湾近くのブシェール市で商業を営んだ。 

### 結婚
1842年、ハディージェ・バゴム(以下「ハディージェ」と記載)と結婚した。セイイェド・アリー・モハンマドは23歳でハディージェは20歳であった。アフマドと名づけた子供が産まれたが、その年の中に亡くなった。夫婦はシーラーズの家で母親と暮らした。ハディージェは後にバハイ教徒となった。

### シャイヒー派運動

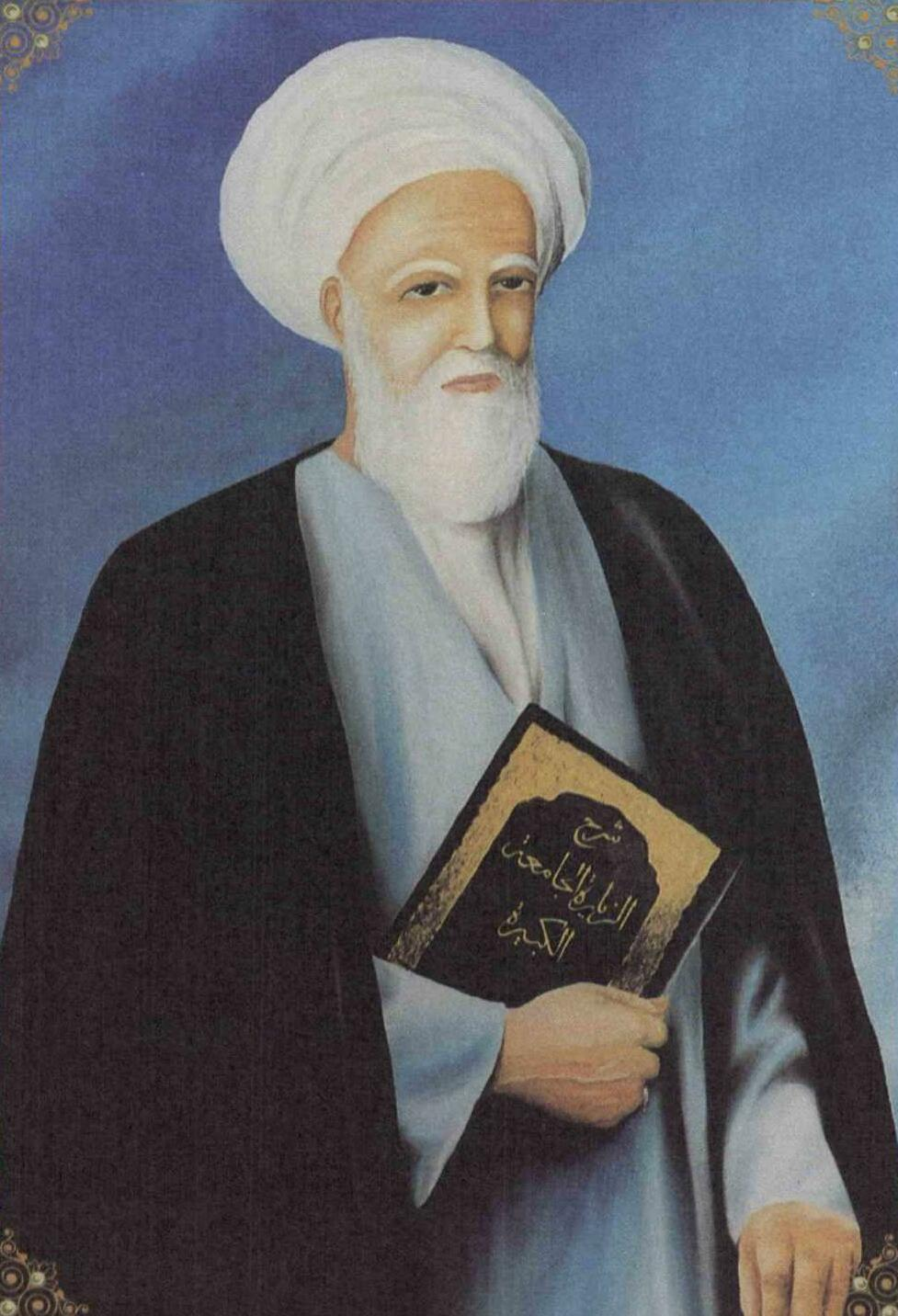
シェイク・アフマド

1790年、ペルシャで、シェイク・アフマド（1753-1826）が十二イマーム派内で宗教運動を始めた。彼の信奉者はシャイヒー派と知られ、アフル・ル・バイトのマフディーと呼ばれるアル・カーイムの差し迫った現れを待ち受けていた。シェイク・アフマドの死後はセイエム・カゼム・ラシュティ（1793-1843）が指導した。

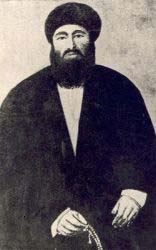
セイエム・カゼム・ラシュティ

1841年、バーブはイラクへと巡礼を行い、七か月のほとんどをカルバラー周辺に留まった。彼はそこでカゼム・ラシュティと会ったと信じられている。そこでカゼム・ラシュティの講義に参加したと思われるが、この期間については文書化されていない。
1843年12月、カゼム・ラシュティは死の時、シャイヒー派の信奉者たちに彼の預言によればまもなく現れるマフディーを探すために忠告した。これらの信奉者の一人のモッラー・ホセインはモスクで40日間徹祷した後、シーラーズに旅をし、そこでバーブと会った。

### モッラー・ホセインへの言明
ハディージェが目撃したバーブの最初の宗教的なインスピレーション体験は、1844年4月3日の夕べであった。バーブの使命の公の接触はシーラーズでモッラー・ホセインが到着したときに起こった。5月22日の夜、モッラー・ホセインはバーブに家に招かれた。モッラー・ホセインは、カーゼム・ラシュティーの相応しい後継者、約束された者を探していると告げた。バーブはモッラー・ホセインに、自分がカーゼム・ラシュティーの後継者であり、神秘の知識の所有者であると語った。モッラー・ホセインは、バーブの主張を最初に受け入れた。バーブはモッラー・ホセインの質問に満足いく返答をし、彼の目の前において、『カイユーム・ル・アスマー』という名で知られるようにあったクルアーン・ユースフ章の解説の最初の一章を書き表した。

### 活ける文字
モッラー・ホセインが最初の弟子となり、その五か月の中にカーゼム・ラシュティーの弟子たちの17人がバーブを神の顕示者と認めた。その中に、後にターヘレ（純粋）という名づけられた詩人、ファーティメ・ザッリーン・バラガーニという女性がいた。これらの18人の弟子は「生ける文字」と呼ばれ、イランとイラクの間で新しい信仰を広める任務が与えられた。